# Lloyd Thurston
Lloyd Thurston, född 27 mars 1880 i Osceola i Iowa, död 7 maj 1970 i Des Moines i Iowa, var en amerikansk politiker (republikan). Han var ledamot av USA:s representanthus 1925–1939.
I republikanernas primärval inför senatsvalet 1938 besegrades Thurston av Lester J. Dickinson. Demokraten Guy Gillette vann sedan mot Dickinson i själva senatsvalet.
Thurston ligger begravd på Maple Hill Cemetery i Osceola.